# Fantasillion
Fantasillion er et fiktivt tal på et uspecificeret men meget stort beløb. Udtrykket stammer sandsynligvis fra Anders And hvor Joakim von And ofte beskrives som havende et antal fantasillioner i pengetanken.